# Marcus Wareing
Marcus Wareing (Southport, 29 giugno 1970) è un cuoco e personaggio televisivo britannico.
È Chef Patron del ristorante stellato (una stella Michelin) Marcus (precedentemente conosciuto come Marcus Wareing at the Berkeley) a Knightsbridge. Come ristoratore gestisce anche il The Gilbert Scott al St. Pancras Renaissance Hotel di Londra ed il Tredwells nel West End di Londra.
Wareing, dalla settima serie di MasterChef: The Professionals, ha preso il posto di Michel Roux Jr. come giudice.